# Reflexión (EP)
Reflexión es el Álbum debut de la cantante española Ana Guerra, lanzado el 25 de enero de 2019 a través del sello discográfico Universal Music Spain. El álbum cuenta con la producción musical de Nábalez, Daleplay y Mango, entre otros.

## Antecedentes
Tras el fin de la novena edición del programa de talentos español Operación Triunfo en 2017, la cantante quedó en quinta posición. Guerra lanzó su primer álbum recopilatorio lanzado bajo el nombre Sus canciones en marzo de 2018, el cual incluye todos los temas que interpretó durante su participación en el programa. El concurso se convirtió en un fenómeno social en España, y Guerra, así como el resto de los participantes del concurso, saltaron a la fama en cuestión de meses. En abril de ese mismo año, la cantante oficialmente amplió su contrato con Universal Music Group para así poder lanzar un álbum completo. Tres meses después, el 6 de julio de 2018 la cantante lanzó su primer sencillo de su álbum debut, «Ni la hora» junto al cantante y productor Juan Magán, el cual llegó al puesto dos de la lista de sencillos de PROMUSICAE y vendió más de 120 000 copias, convirtiéndose en una de las canciones más vendidas en España en ese año y obtuvo tres discos de platino.
En el transcurso de algunos meses, Guerra junto a su compañera Aitana promocionaron «Lo malo», para ello, en octubre del mismo año, decidieron lanzar una remezcla de dicho tema junto a Tini y Greeicy el cual se posicionó en las principales listas de las plataformas digitales, acumulando más de veinte millones de streams y más de treinta millones de visualizaciones.[cita requerida]
A finales de año, en diciembre de 2018, lanzó «Bajito», producida por Daleplay. Este tema, además de ser número uno en Los 40 se posicionó entre las primeras veinte canciones más vendidas, con más de 40,000 copias, obteniendo un disco de platino.
El 25 de diciembre, Guerra lanzó sorpresivamente «Olvídame», una canción producida por Nábalez que iba a formar parte del álbum, además de publicar la reserva del disco y las fechas de las firmas, agotando existencias en plataformas como Amazon. La lista de canciones contenía únicamente 3 temas inéditos, además de la remezcla de «Lo malo» y una versión acústica de «Ni la hora» (sin contar con Olvídame que ya había visto la luz).
Un mes después, el 25 de enero de 2019, finalmente la cantante lanzó su álbum, el cual se posicionó en el número dos en la lista de álbumes de PROMUSICAE.

## Lista de canciones
Lista adaptada de Spotify.

| Reflexión |                                                    |                                                                                 |                              |          |  |
| N.º       | Título                                             | Escritor(es)                                                                    | Productor(es)                | Duración |  |
| 1.        | «Bajito»                                           | Ana Guerra, Jesús "DalePlay" Herrera, Patrick Ingunza, René Cano "Bull Nene"    | DalePlay                     | 2:57     |  |
| 2.        | «Con una mirada»                                   | Juan Pablo Villamil, Pablo Benito, Guerra                                       | Mango, Nabález               | 3:19     |  |
| 3.        | «Despierta»                                        | Guerra                                                                          | Mango, Nabález               | 3:24     |  |
| 4.        | «Ni la hora» (junto a Juan Magán)                  | Andrés Saavedra, Andy Clay, Juan Magán, Luis Salazar, Cris Chil, Yoel Henríquez | Saavedra, Salazar            | 3:16     |  |
| 5.        | «El remedio»                                       | Felipe Gonzalez Abad "Nabalez", Germán Gonzalo Duque "Mango", Pedro Malaver     | Mango, Nabález               | 3:00     |  |
| 6.        | «Olvídame»                                         | Guerra, Mango, Nabález                                                          | Mango, Nabález               | 3:46     |  |
| 7.        | «Vete de mí»                                       | Guerra, Javier Luis Delgado "Jadel"                                             | Jadel, Alean & Summer, Mango | 3:18     |  |
| 8.        | «Ni la hora (Versión acústica)»                    | Andrés Saavedra, Andy Clay, Juan Magán, Luis Salazar, Cris Chil, Yoel Henríquez | Mango, Nabález               | 3:08     |  |
| 9.        | «Lo malo (Remix)» (junto a Aitana, Tini y Greeicy) | Will Simms, Jess Morgan, Brisa Fenoy                                            | Mango, Nabález               | 3:04     |  |
| 29:14     |                                                    |                                                                                 |                              |          |  |

## Posicionamiento en listas

### Listas semanales
| Lista (2019)        | Mejor posición |
| ------------------- | -------------- |
| España (PROMUSICAE) | 2              |

### Listas de fin de año
| Lista (2019)        | Posición |
| ------------------- | -------- |
| España (PROMUSICAE) | 35       |

## Historial de lanzamiento
| Región | Fecha               | Formato              | Discográfica    | Ref.  |
| ------ | ------------------- | -------------------- | --------------- | ----- |
| Varios | 25 de enero de 2019 | CD, descarga digital | Universal Music | [ 7 ] |